# Pál Tamás (karmester)
Pál Tamás (Gyula, 1937. július 16. –) Liszt Ferenc-díjas magyar karmester, kiváló művész, a Szegedi Nemzeti Színház örökös tagja.

## Élete
Hraskó Gyula és Leitner Erzsébet gyermekeként született.
A budapesti Liszt Ferenc Zeneművészeti Főiskola zeneszerzés és karmester szakán szerzett diplomát 1965-ben.
1960-ban a Magyar Állami Operaház korrepetitora, majd 1975-ig karmestere. 1975–1983 között a Szegedi Nemzeti Színház operaigazgatója és a Szegedi Szimfonikus Zenekar igazgató karmestere, városi főzeneigazgató, közben 1978-tól 1982-ig színházigazgató. 1983–1985 között újra az Operaház karmestere, 1986–1989 között a Budapesti Művészeti Hetek és Szabadtéri Színpadok Igazgatóságának zenei vezetője. Az 1989–1990-es évadban egy időre ismét a Szegedi Szimfonikus Zenekar igazgató karmestere, majd 1996–1998 között a Szegedi Nemzeti Színház zeneigazgatója. 2001-től 2006-ig a Szombathelyi Szimfonikus Zenekar művészeti vezetője.  A 2000-es években karmesteri munkája mellett a Liszt Ferenc Zeneművészeti Egyetem oktatója a korrepetitor szakon, illetve karmestere a Zeneakadémia szimfonikus zenekarának. 2008 júliusától a Szegedi Nemzeti Színház operatársulatának első karmestere.
Nemzetközi karrierje a Caracasi Operaház megnyitásán, 1978-ban kezdődött, ahol Verdi Aidáját vezényelte, azóta szívesen látott vendége a világ operaházainak; az utóbbi években elsősorban Olaszországban és Franciaországban aktív.
Lemezei közül az általa újra felfedezett operák felvételei világszerte ismertek.

## Lemezei
- Johannes Brahms: III. szimfónia, Akadémiai ünnepi nyitány (Hungaroton, 1974)
- Gregor József – Mozart koncert-áriák (Hungaroton, 1977)
- Gregor József – Buffo áriák és jelenetek (Hungaroton, 1982)
- Liszt Ferenc: Magyar fantázia – Népszerű zenekari részletek (Hungaroton, 1985)
- Liszt Ferenc: Don Sanche (Hungaroton, 1986)
- Domenico Cimarosa: Il Pittor Parigino (Hungaroton, 1986)
- Budai Lívia ária-albuma (Hungaroton, 1989)
- Antonio Salieri: Falstaff (Hungaroton, 1995)
- Gaetano Donizetti: Marino Faliero (Agora Musica, 1999)
- Erkel Ferenc: Bánk bán (Teldec, 2003)
- Geiger György – Barokk trombitaversenyek (Hungaroton, 2004)
- Rost Andrea – Mozart-áriák (Warner, 2004)

## Díjai
- Liszt Ferenc-díj (1975)
- Kiváló művész (1997)
- A Magyar Köztársasági Érdemrend középkeresztje (polgári tagozat, 2006)
- Szeged Kultúrájáért díj (2009)
- Dömötör-díj – életműdíj (2011)
- A Szegedi Nemzeti Színház Örökös Tagja (2012)
- Pro Urbe Szeged (2016)
- A Szegedért Alapítvány fődíja (2017)
- Vaszy Viktor-díj (2018)[1]